# 兵庫県道392号伊保阿弥陀線
兵庫県道392号伊保阿弥陀線（ひょうごけんどう392ごう いほあみだせん）は、兵庫県高砂市を通る一般県道である。

## 概要
高砂市竜山2丁目から高砂市阿弥陀町魚橋に至る。

### 路線データ
- 起点：高砂市竜山2丁目（竜山交差点、国道250号・兵庫県道391号伊保宝殿停車場線交点）
- 終点：高砂市阿弥陀町魚橋（高砂北ランプ交差点、国道2号交点）
- 総延長：1.644 km

## 地理

### 通過する自治体
- 高砂市

### 交差する道路
| 交差する道路                            | 交差する場所 | 交差する場所              |
| --------------------------------------- | ------------ | ------------------------- |
| 国道250号 兵庫県道391号伊保宝殿停車場線 | 竜山2丁目    | 竜山交差点 / 起点         |
| 兵庫県道393号生石宝殿停車場線           | 阿弥陀町生石 |                           |
| 国道2号 / 加古川バイパス                | 阿弥陀町魚橋 | [ 注釈 1 ]                |
| 国道2号                                 | 阿弥陀町魚橋 | 高砂北ランプ交差点 / 終点 |

### 交差する鉄道
- 山陽本線

### 沿線
- 高砂市総合運動公園